# Marcoat
Marcoat (fl. XII secolo) è stato un trovatore guascone, come dimostra l'analisi linguistica dei suoi componimenti, attivo intorno alla metà del XII secolo..
Viene spesso citato in concomitanza con Eleonora d'Aquitania ed è collocato in un'ipotetica "scuola" di poesia che comprende Bernart de Ventadorn, Marcabru, Cercamon, Jaufré Rudel, Peire Rogier e Peire de Valeria e altri. Di tutti i suoi lavori, soltanto due sirventes sopravvivono: Mentre m'obri eis huisel e Una re.us dirai, en Serra.
Marcoat è stato un innovatore che esula dall'opera del contemporaneo guascone Marcabru, la cui morte (1150) egli ricorda in uno dei suoi componimenti. Ciò nonostante i suoi lavori sono molto semplici, essendo le stanze composte da tre settenari con schema ritmico nella forma AAB. Egli fu il primo a usare il termine sirventes per descrivere le sue poesie; la parola appare in entrambi i suoi componimenti poetici sopravvissuti, e in uno due volte:
Il significato di questi versi è oscuro, dato che era uno dei primi a praticare lo stile trobar clus. Secondo quanto riferisce di sé stesso, egli scriveva vers contradizentz (versi contraddittori). Fu un modello per il successivo trovatore Raimbaut d'Aurenga.